# Škoda Rapid (1984)
 Denne artikel omhandler modellen fra 1980'erne. For andre bilmodeller af samme navn, se Škoda Rapid.
Škoda Rapid er en bilmodel fra AZNP bygget mellem 1984 og 1990. Modellen afløste Škoda Garde. 
Motorerne er stødstangsmotorer på 1,2 og 1,3 liter. Effekten går fra 55 til 63 hk.
Modellen har hækmotor og baghjulstræk.